# Николај Кољада
Николај Владимирович Кољада (рус. Никола́й Влади́мирович Коляда́; Костанај, 4. децембар 1957), је руски глумац, прозни и драмски писац, сценариста и редитељ. Сматра се једним од најзначајнијих стваралаца савремене руске драме.

## Школовање и наставни рад
Николај Кољада је рођен у селу Пресногорковка, у данашњем Казахстану у породици пољопривредних радника. Студирао је драму у Свердловску (данашњи Јекатеринбург) и радио као глумац у Академском драмском театру у том граду. Похађао је и курс на Књижевном институту Горки у Москви. 
Пошто је неко време живео и радио у Москви, вратио се у Јекатеринбург где је од 1992. године предавао драму на Уралском институту и Државном драмском институту у Јектеринбургу. 

## Дело
Прве драме је написао још 80-их година. Од тада до данас је написао преко 120 дела које се играју од Америке до Аустралије. Заступа становиште да театар не треба разумети као васпитну установу, већ као место које треба да забавља публику и да одвраћа од животних проблема. У Јекатеринбургу је основао "Кољада театар", који се сам финансира. 
Неке Кољадине драме доступне су у антологији Гвоздени век, коју је приредио Новица Антић, а предговор написао Јован Ћирилов.

## Кољада у Београду
Николај Кољада је више пута гостовао у Београду и његове драме су приказиване у оквиру Фестивала савремене руске драме, које организује УК "Вук Караџић". Идеја за настанак овог пројекта потиче од Међународног фестивала савремене руске драматургије „Koljada-Plays“, који десетогодишњом традицијом у Јекатеринбургу окупља десетине најбољих представа рађених по текстовима савремених руских драмских писаца. 
Међу њима су драме Бајка о мртвој царевој кћери, За тебе, Šuplji kamen i Treznilište.

## Драме игране у Србији
- Монодрама Младеж
- Кокошка
- Праћка
- Полонеза Огинског
- Мурлин Мурло
- Бајка о мртвој царевој кћери
- Кључеви од Лераха
- Совјетска енциклопедија
- Виолина, даире и пегла